# Gracula
A Gracula a madarak osztályának verébalakúak (Passeriformes) rendjébe és a seregélyfélék (Sturnidae) családjába tartozó nem.

## Rendszerezésük
A nemet Carl von Linné svéd természettudós írta le 1758-ban, az alábbi fajok tartoznak ide:
- ceyloni beó (Gracula ptilogenys)
- beó (Gracula religiosa)
- nilgiri beó (Gracula indica)
- Nias-szigeti beó (Gracula robusta)
- Enggano-szigeti beó (Gracula enganensis)